# 3e Meijin (shogi) 1940-1942
«Édition précédente (2)
3e Meijin
Édition suivante (4)»
Le 3e Meijin est une compétition japonaise de shogi s'étant déroulée de 1940 au 24 août 1942.

## Structure du tournoi
Le 3e Meijin réunit 12 participants ainsi que le Meijin en titre Yoshio Kimura.
Les 12 prétendants sont répartis en 3 yosen (poule de qualification) de 4 joueurs.
Les premiers de chaque poules sont qualifiés pour le Kesshō rīgu (ligue finale).
Ils y seront rejoints par le vainqueur du jiten fukkatsu (poule de repechage) réunissant les seconds de chaque yosen.
Le vainqueur du  Kesshō rīgu gagne le droit de défier le Meijin en un match au meilleur des 7 parties.

## Meijinsen Nanaban shobu
Un match en 7 parties oppose le Meijin Yoshio Kimura au prétendant Ichitaro Doi.
Yoshio Kimura défend victorieusement son titre par 4 victoire contre 0.
Il était entendu que le vainqueur du kessho rigu pourrait accéder au titre de Jun-Meijin (vice meijin ?) s'il parvenait à emporter au moins une partie ; battu en 4 manches sèches Tatsunosuke Kanda ne pourra jamais se prévaloir de ce titre.
| Competiteurs | Competiteurs      | Competiteurs | Competiteurs | 1      | 2             | 3        | 4    | Total | Yoshio Kimura 木村義雄 |   |   |   |   |   |
| ------------ | ----------------- | ------------ | ------------ | ------ | ------------- | -------- | ---- | ----- | ---------------------- | - | - | - | - | - |
| Competiteurs | Competiteurs      | Competiteurs | Competiteurs | Meijin | Yoshio Kimura | 木村義雄 | 1905 | Total | Yoshio Kimura 木村義雄 | 1 | 1 | 1 | 1 | 4 |
| Pretendant   | Tatsunosuke Kanda | 神田辰之助   | 1893         | 0      | 0             | 0        | 0    | à     | Yoshio Kimura 木村義雄 |   |   |   |   |   |

## Kesshō rīgu (ligue finale)
| Competiteurs      | Competiteurs | Competiteurs | kan | tsu | doi | wat | V | D | Tatsunosuke Kanda 神田辰之助 |
| ----------------- | ------------ | ------------ | --- | --- | --- | --- | - | - | ---------------------------- |
| Tatsunosuke Kanda | 神田辰之助   | 1893         | XX  | 10  | 11  | 11  | 5 | 1 | Tatsunosuke Kanda 神田辰之助 |
| Masao Tsukada     | 塚田正夫     | 1914         | 01  | XX  | 11  | 00  | 3 | 3 | Tatsunosuke Kanda 神田辰之助 |
| Ichitarō Doi      | 土居市太郎   | 1887         | 00  | 00  | XX  | 11  | 2 | 4 | Tatsunosuke Kanda 神田辰之助 |
| Tōichi Watanabe   | 渡辺東一     | 1905         | 00  | 11  | 00  | XX  | 2 | 4 | Tatsunosuke Kanda 神田辰之助 |

## Jitten Fukkatsu (repêchages)
| Competiteurs       | Competiteurs | Competiteurs | Tsu | han | sak | V | D | Masao Tsukada 塚田正夫 |
| ------------------ | ------------ | ------------ | --- | --- | --- | - | - | ---------------------- |
| Masao Tsukada      | 塚田正夫     | 1914         | X   | 1   | 1   | 2 | 0 | Masao Tsukada 塚田正夫 |
| Chōtarō Hanada     | 花田長太郎   | 1897         | 0   | X   | 1   | 1 | 1 | Masao Tsukada 塚田正夫 |
| Nobuhiko Sakaguchi | 坂口允彦     | 1908         | 0   | 0   | X   | 0 | 2 | Masao Tsukada 塚田正夫 |

## Yosen (qualifications)
Les compétiteurs s'affrontent dans un tournoi à deux tours (matchs de deux parties).
Les premiers a l'issue des deux tours sont directement qualifiés pour le Kesshō rīgu :
- Tatsunosuke Kanda
- Ichitarō Doi
- Tōichi Watanabe

Les second peuvent disputer le Jitten Fukkatsu (repêchage) :
- Nobuhiko Sakaguchi
- Chōtarō Hanada
- Masao Tsukada

Les competiteurs n'ayant pas remporté de victoire a l'issue du premier tour sont privés de second tour :
- Yasujirō Kon
- Ginjirō Saitō

### Yosen A
| Competiteurs       | Competiteurs | Competiteurs | kan | sak | kkk | kon | V | D | Tatsunosuke Kanda 神田辰之助 |
| ------------------ | ------------ | ------------ | --- | --- | --- | --- | - | - | ---------------------------- |
| Tatsunosuke Kanda  | 神田辰之助   | 1893         | XX  | 01  | 11  | 1X  | 4 | 1 | Tatsunosuke Kanda 神田辰之助 |
| Nobuhiko Sakaguchi | 坂口允彦     | 1908         | 10  | XX  | 01  | 1X  | 3 | 2 | Tatsunosuke Kanda 神田辰之助 |
| Kingorō Kaneko     | 金子金五郎   | 1902         | 00  | 10  | XX  | 1X  | 2 | 3 | Tatsunosuke Kanda 神田辰之助 |
| Yasujirō Kon       | 金易二郎     | 1890         | 0X  | 0X  | 0X  | XX  | 0 | 3 | Tatsunosuke Kanda 神田辰之助 |

### Yosen B
| Competiteurs   | Competiteurs | Competiteurs | doi | han | ono | sai | V | D | Ichitarō Doi 土居市太郎 |
| -------------- | ------------ | ------------ | --- | --- | --- | --- | - | - | ----------------------- |
| Ichitarō Doi   | 土居市太郎   | 1887         | XX  | 10  | 11  | 1X  | 4 | 1 | Ichitarō Doi 土居市太郎 |
| Chōtarō Hanada | 花田長太郎   | 1897         | 01  | XX  | 10  | 1X  | 3 | 2 | Ichitarō Doi 土居市太郎 |
| Gen'ichi Ōno   | 大野源一     | 1911         | 00  | 01  | XX  | 1X  | 2 | 3 | Ichitarō Doi 土居市太郎 |
| Ginjirō Saitō  | 斎藤銀次郎   | 1904         | 0X  | 0X  | 0X  | XX  | 0 | 3 | Ichitarō Doi 土居市太郎 |

### Yosen C
| Competiteurs     | Competiteurs | Competiteurs | wat | tsu | hag | kim | V | D | Tōichi Watanabe 渡辺東一 |
| ---------------- | ------------ | ------------ | --- | --- | --- | --- | - | - | ------------------------ |
| Tōichi Watanabe  | 渡辺東一     | 1905         | XX  | 11  | 11  | 1X  | 5 | 0 | Tōichi Watanabe 渡辺東一 |
| Masao Tsukada    | 塚田正夫     | 1914         | 00  | XX  | 01  | 1X  | 2 | 3 | Tōichi Watanabe 渡辺東一 |
| Kiyoshi Hagiwara | 萩原淳       | 1904         | 00  | 10  | XX  | 1X  | 2 | 3 | Tōichi Watanabe 渡辺東一 |
| Kinjirō Kimi     | 木見金治郎   | 1878         | 0X  | 0X  | 0X  | XX  | 0 | 3 | Tōichi Watanabe 渡辺東一 |